# Toronto
Toronto Ontario tartomány fővárosa és egyben Kanada legnagyobb városa, igazi világváros, egyben a világ egyik legmultikulturálisabb városa: elővárosaival együtt mintegy 5,5 milliós lakossága közel 100 nemzetből kerül ki. Kanada üzleti központja és gazdasági motorja.
1994-ben a The Economist a világ legélhetőbb városának választotta. Az Economist Intelligence Unit 2013-as rangsora szerint a világ negyedik legélhetőbb városa.

## Történelem
Toronto nevének jelentése irokéz nyelven „a hely, ahol a fák a vízben állnak”, mely a mai Simcoe-tóra utalt, ahol a huron indiánok facölöpöket vertek a tóba, hogy könnyebben tudjanak halászni. Az első európaiak a vidéken francia szőrmekereskedők voltak, akik „Fort Rouillé” néven alapítottak 1750-ben a közelben egy kereskedelmi állomást. Az első nagy migrációs hullám az Amerikai függetlenségi háború alatt és után érte el a környéket, amikor az amerikai gyarmatokon élő, briteket támogató lojalisták távozni kényszerültek a későbbi állam területéről. Habár ők Toronto néven alapítottak egy apró falucskát a mai város helyén, alig több mint tíz évvel később, 1793. július 29-én Kanada akkori kormányzója John Graves Simcoe az azóta megszűnt Felső-Kanada tartomány székhelyének választotta és York néven egy várost emeltetett a helyére. Az 1812-es háborúban bevették az amerikaiak és nagy részét el is pusztították, a háború után mégis a Kanadába irányuló bevándorlás egyik elsődleges célállomása lett. York város 1834. március 6-án ünnepélyes keretek között újrakeresztelte saját magát, és ismét felvette az eredeti alapításkori nevét, ezzel ezt a dátumot téve meg Toronto város születésnapjává is. A Nagy-tavakon az 1840-es, 1850-es években beindult hajóforgalom (a város az egyik nagy tó, az Ontario-tó partján fekszik), majd az ebből következő gazdasági robbanás komoly bevándorlási hullámot indított Kanada felé, mely révén az 1970-es években Toronto, Montréalt megelőzve, az ország legnagyobb városává nőtte ki magát, átvéve annak központi gazdasági, üzleti és kulturális szerepét is. A torontói tőzsde ma a világ vezető tőzsdéi közé tartozik.

## Népesség
A település népessége az elmúlt években az alábbi módon változott:
| Lakosok száma | 44 821 | 181 200 | 712 800 | 599 000 | 3 480 000 | 2 615 060 | 2 731 571 | 2 794 356 |
|               | 1861   | 1891    | 1971    | 1981    | 2000      | 2011      | 2016      | 2021      |

## Gazdaság
Toronto GDP-je 305 milliárd USD, ami a világ 7. legnagyobb városi gazdaságává teszi. Kanada pénzügyi, ipari, kulturális és piacgazdasági központja. Tőzsdéje a TSX, a világ hatodik legnagyobb és a világ első elektronikusan vezérelt tőzsdéje. A Bay Streeten helyezkedik el, ami a New York-i Wall Street kanadai megfelelője.

## Közlekedés

### Tömegközlekedés
A város tömegközlekedését a Toronto Transit Commission, vagyis a TTC vállalat tartja kézben. Ontario tartomány fővárosában és Kanada legnépesebb városában a tömegközlekedés fő formái a „subway” (torontói metró), a „streetcar” (villamos), és a „bus” (busz). Emellett még fontos szerepet játszanak a scarborough-i LRT-k (Könnyű vasút) és a „Go Train” elnevezésű HÉV-járatok is.
Trolibuszok ma már nincsenek Torontóban. Az utolsó trolibuszvonalakat a városban 1993-ban szüntették meg.
A leggyorsabb és legmegbízhatóbb utazási mód a metró, majd utána a villamos. Minél távolabb esik egy adott terület a belvárostól, annál valószínűbb, hogy csupán ritkán (20-30 percenként) jár arra busz.

### Jegyárak
A vonaljegy ára elég gyorsan emelkedett az elmúlt időben. 2000-ben még 2 kanadai dollárba került, ma már $3,25-ba.
A legutóbbi jegyáremelésnél nyilvánossá vált egy jelentés, miszerint a TTC olyan olcsón árulja reklámfelületeit, hogy az összes reklámbevétel nem haladja meg egy $0,25-os jegyáremelés bevételét. Ezt követően természetesen további újságcikkekben felmerült, hogy a TTC miért nem a reklámdíjakat emeli, a jegyárak helyett. Ez azonban előreláthatóan nem befolyásolja a jegyáremelést.

### Megbízhatóság
A buszok és villamosok gyakran pontatlanok, és nem ritka látvány három villamos közvetlenül egymás után (ami az elvileg 10 percenkénti villamosérkezés esetén azt jelenti, hogy a következő járat kb. 30 perc múlva érkezik majd). Ez a busz- és villamostumultus azzal magyarázható, hogy a járművezetők egy adott számú menetet kötelesek elvégezni a munkaidőszakuk alatt, így ha egy sofőr az utolsó menetén van, akkor minél inkább siet, annál hamarabb mehet haza vagy ebédszünetre.
A metrón gyakoriak az ideiglenes leállások, de általában nem tartanak sokáig.

### Érdekesség
Csuklós autóbusz Toronto városában évtizede nincs, a legutóbbi típus az Ikarus-Orion 286-os, a félig-meddig magyar gyártmányú autóbusz volt, de a torontóiaknak nem tetszettek, így viszonylag hamar megváltak tőlük.
Bővebben az Ikarus buszokról itt (angolul)

## Oktatás
- Torontói Egyetem

## A város szülöttei
- Shawn Mendes
- Stephen Amell
- Jim Carrey
- David James Elliott
- Neve Campbell
- Eric McCormack
- Mike Myers
- Catharine O'Hara
- Martin Short
- Deryck Whibley
- Jason McCaslin
- Michael Seater
- Megan Follows
- Rachel Skartsen
- The Weeknd (Abel Tesfaye)

## Magyar származású torontóiak
- Faludy György
- Fejér W. Béla
- Gyenge Valéria
- Munk Péter
- Polányi János
- Rofusz Ferenc
- Varnus Xavér

## Sport
| Klub                        | Liga/Sport           | Stadion                            | Alapítás éve | Bajnoki címek |
| --------------------------- | -------------------- | ---------------------------------- | ------------ | ------------- |
| Toronto Argonauts           | CFL Amerikai futball | Rogers Centre                      | 1873         | 15            |
| Toronto Maple Leafs         | NHL Jégkorong        | Scotiabank Arena                   | 1917         | 13            |
| Toronto Maple Leafs         | IBL Baseball         | Christie Pits                      | 1969         | 7             |
| Toronto Blue Jays           | MLB Baseball         | Rogers Centre                      | 1977         | 2             |
| Toronto Raptors             | NBA Kosárlabda       | Scotiabank Arena                   | 1995         | 1             |
| Toronto Lynx                | USL Labdarúgás       | Centennial Park Stadium            | 1997         | 0             |
| Toronto St. Michaels Majors | OHL Jégkorong        | St. Michael's College School Arena | 1997         | 0             |
| Toronto Rock                | NLL Lacrosse         | Scotiabank Arena                   | 1998         | 5             |
| Toronto Marlies             | AHL Jégkorong        | Ricoh Coliseum                     | 2005         | 0             |
| Toronto FC                  | MLS Labdarúgás       | BMO Field                          | 2017         | 1             |

## Látnivalók
- Állatkert (Toronto Zoo)
- CN Tower
- Exhibition Place
- Chinatown
- Toronto Beach
- Toronto Destilleries
- Yonge&Dundas Square
- CNE

## Testvérvárosai
Torontónak ma tíz testvérvárosa van: .
- Chicago, (USA)
- Frankfurt am Main, (Németország)
- Milánó, (Olaszország)
- Csungking, (Kína)
- Varsó, (Lengyelország)
- Amszterdam, (Hollandia)
- Szagamihara, (Japán)
- Kijev, (Ukrajna)
- Quito, (Ecuador)
- Ho Si Minh-város, (Vietnám)